# Francisca Ardanaz
Francisca Ardanaz (Pamplona, 1749-Pamplona, 1804). Nacida en Pamplona en 1749, en una familia sin relación con el negocio del libro, en 1765, con 16 años, casó con el impresor y librero José Longás, de 21 años de edad. Tuvo doce hijos de los que cuando tenía 43 años vivían seis. A la muerte de su esposo en 1795 fue su heredera universal. A tenor de la dificultad con que firmaba, debía de tener una formación rudimentaria. 
Paulino Longás, de 25 años a la sazón, se hizo cargo del negocio heredado por su madre. Por este motivo, desde 1796 figuraban en los pies de imprenta la “Viuda e hijo de José Longás”. 
Francisca debió de fallecer en 1804, ya que en esta fecha se hace referencia a la "Imprenta Longás", posiblemente porque estaba pendiente de resolver la herencia entre sus herederos; finalmente, a partir de 1805 Paulino figurará como único propietario.

## Negocio y vivienda
Francisca Ardanaz mantiene el negocio en el local que tuvo su esposo, en el barrio de la Navarrería, frente a la concurrida fuente de Santa Cecilia, donde se concentraban las imprentas y librerías de la capital navarra. La vivienda, que había comprado José Longás un año antes de morir, se encontraba muy próxima al taller.
Recibe de su marido un negocio consolidado y con una situación económica desahogada, lo que le permite desembolsar con prontitud los 1300 reales que su esposo había legado a sus tres hermanos. Por otra parte, con motivo de la contribución extraordinaria que las Cortes de Navarra decretaron en 1795 para hacer frente a los gastos originados por la guerra de la Convención, se le asignó una cuota de seis reales, cuando al resto de los impresores les correspondió cuatro.

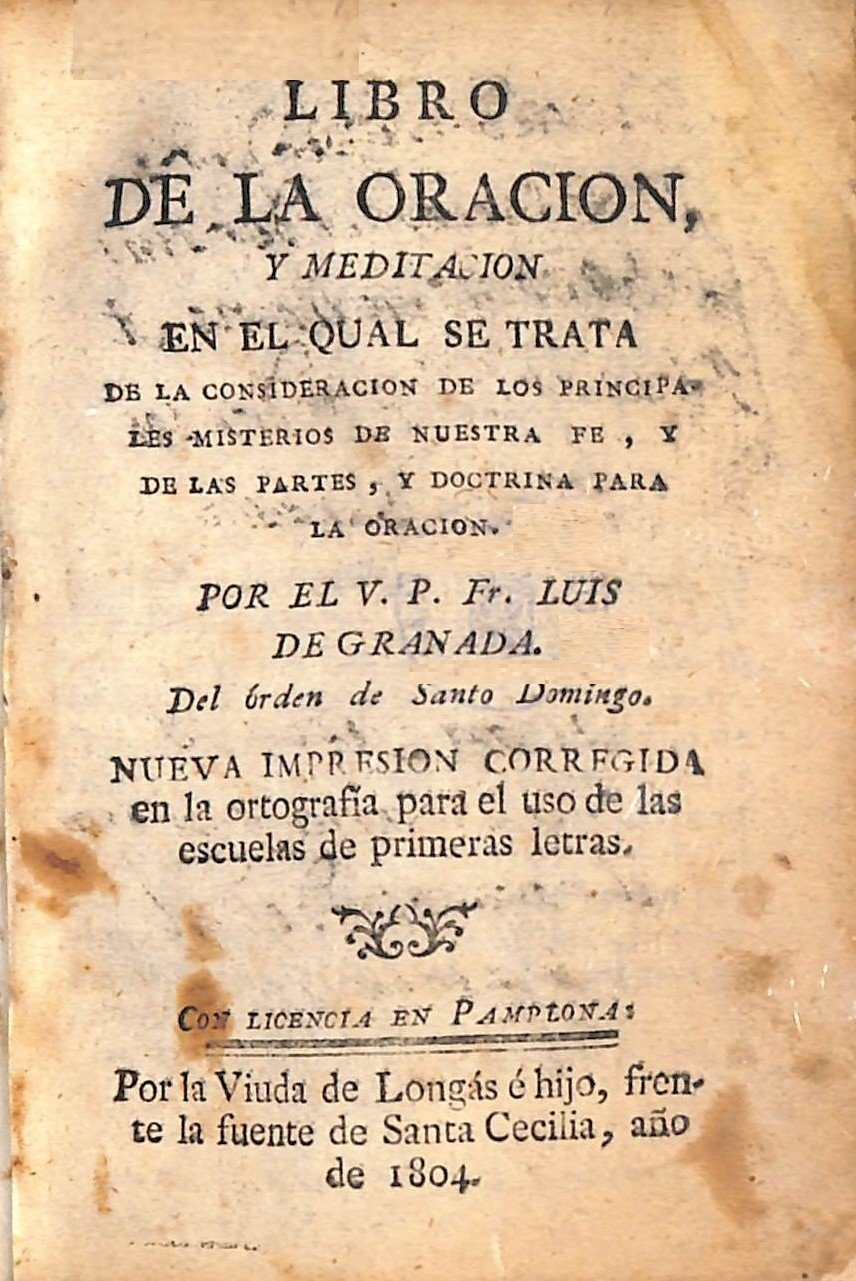
Libro de piedad editado el primer año de actividad como impresora de la "Viuda de Longás e hijo". Se indica el lugar de venta: "Frente a la fuente de Santa Cecilia"

## Imprenta
Como se ha adelantado, de acuerdo con el testamento de José Longás, su esposa Francisca es la propietaria del taller pero, al carecer de experiencia, será su hijo Paulino, formado a la vera de su progenitor, quien dirija el taller. Así queda de manifiesto, por ejemplo, en 1798 cuando, ante una inspección promovida por el Consejo Real de Navarra, declara que es él quien “corre con el manejo y dirección de la imprenta”.
Se tiene noticia de que tiene como asalariados a Santiago Moles, natural de Pamplona, de 31 años, que no sabe leer ni escribir, y se encarga de entintar y tirar de la prensa. También Fermín Arbelaiz, de 32 años, trabajó en el manejo de la prensa durante año y medio hasta el mes de mayo "en que salió hasta principiar la vendimia en que volvió”. Como encuadernador "en pasta" -tapa dura- está contratado como "criado comensal" -que vive en casa del patrón- Agapito Viana, natural de Logroño. Cabe pensar que Paulino trabajaría como "componedor" -tipógrafo-, de tal manera que en principio serían cuatro las personas del taller: el responsable al que competiría la preparación de los textos, los dos encargados de la impresión y un encuadernador. De hecho, esta venía a ser la plantilla habitual en los talleres de Pamplona.

## Producción de libros
Paulino Longás toma la dirección del negocio de su madre en 1795, un año poco propicio pues está marcado por la guerra contra la Convención que afectó directamente al norte de Navarra y, en particular, a Pamplona. Este factor explicaría la ausencia de libros impresos. La producción de libros en la imprenta de la "viuda de Longás e hijo" se inicia en 1796 y se prolonga nueve años, hasta 1804, cuando fallece Francisca Ardanaz. En este tiempo se tiene noticia de la impresión de 14 libros. 
El ritmo de impresión es bajo, con una media de 1,5 libros al año, aunque regular, ya que solo en 1801 no se imprimió libro alguno. Evidentemente, la muerte de José Longás supuso un freno en la actividad del negocio, cuya producción se redujo sensiblemente, y por otra parte se ha de tener en cuenta que por esos años funcionaban en Pamplona otras cinco imprentas: las de María Ramona Echeverz, viuda de José Miguel Ezquerro; Francisco José de Rada, Joaquín Domingo, Miguel Ignacio de Cosculluela y Javier Gadea.
De las ediciones propias, destacan libros piadosos de gran difusión como Afectos y consideraciones devotas sobre los cuatro novísimos del jesuita Francisco de Salazar, impreso en 1796 y reeditado dos años después; el Catecismo del escolapio Cayetano de San Juan Bautista, publicado en 1798 y 1800, y el popular Libro de la oración y meditación de fray Luis de Granada (1804). Probablemente la edición más ambiciosa fue el Compendium salmanticense de teología moral (1797) del carmelita Antonio de San José, que ocupó dos grandes volúmenes; se da la circunstancia de que esta obra la habían impreso y editado conjuntamente José Longás y Benito Cosculluela seis años antes.
Entre los libros impresos por cuenta ajena se pueden citar el Tratado de la vaccina o viruela vacuna del médico Diego de Bances publicado en 1802. En este mismo año vio la luz el tomo VIII del Teatro Histórico de las Iglesias del Reino de Aragón, escrito por el capuchino Ramón de Huesca, que ocupa 538 páginas en cuarto. Esta obra monumental había comenzado a imprimirse en el taller de Miguel Ignacio Cosculluela en 1780, hacía, por tanto, 22 años. En 1803 vio la luz El arte de hacer el vino de Antoine-Alexis Cadet de Vaux, traducido por Manuel Pedro Sánchez Salvador, “Doralio”, del que la Diputación del reino de Navarra financia una tirada de cuatro mil ejemplares con el objeto de contribuir a la "instrucción pública"; y la Semana hispano-bascongada y Monumentos del Bascuence del sacerdote nacido en Tolosa Tomás de Sorreguieta Arribillaga (1804).
| Producción de libros de la imprenta de Francisca Ardanaz y su hijo Paulino Longás (1796-1804) |
| --------------------------------------------------------------------------------------------- |
|                                                                                               |

Como era práctica habitual, las imprentas concentraban su trabajo preferentemente en encargos menores: impresos, carteles y folletos, que constituían la fuente principal de sus ingresos. Estos encargos procedían de particulares, comunidades religiosas e instituciones civiles; entre estas últimas se encontraban las principales del reino, como eran el Consejo Real, que entre 1793 y 1800 encargó a la imprenta de la "Viuda de Longás en hijo" la impresión de reales cédulas, y la Diputación, que en 1798 le encomendó la impresión de aranceles.

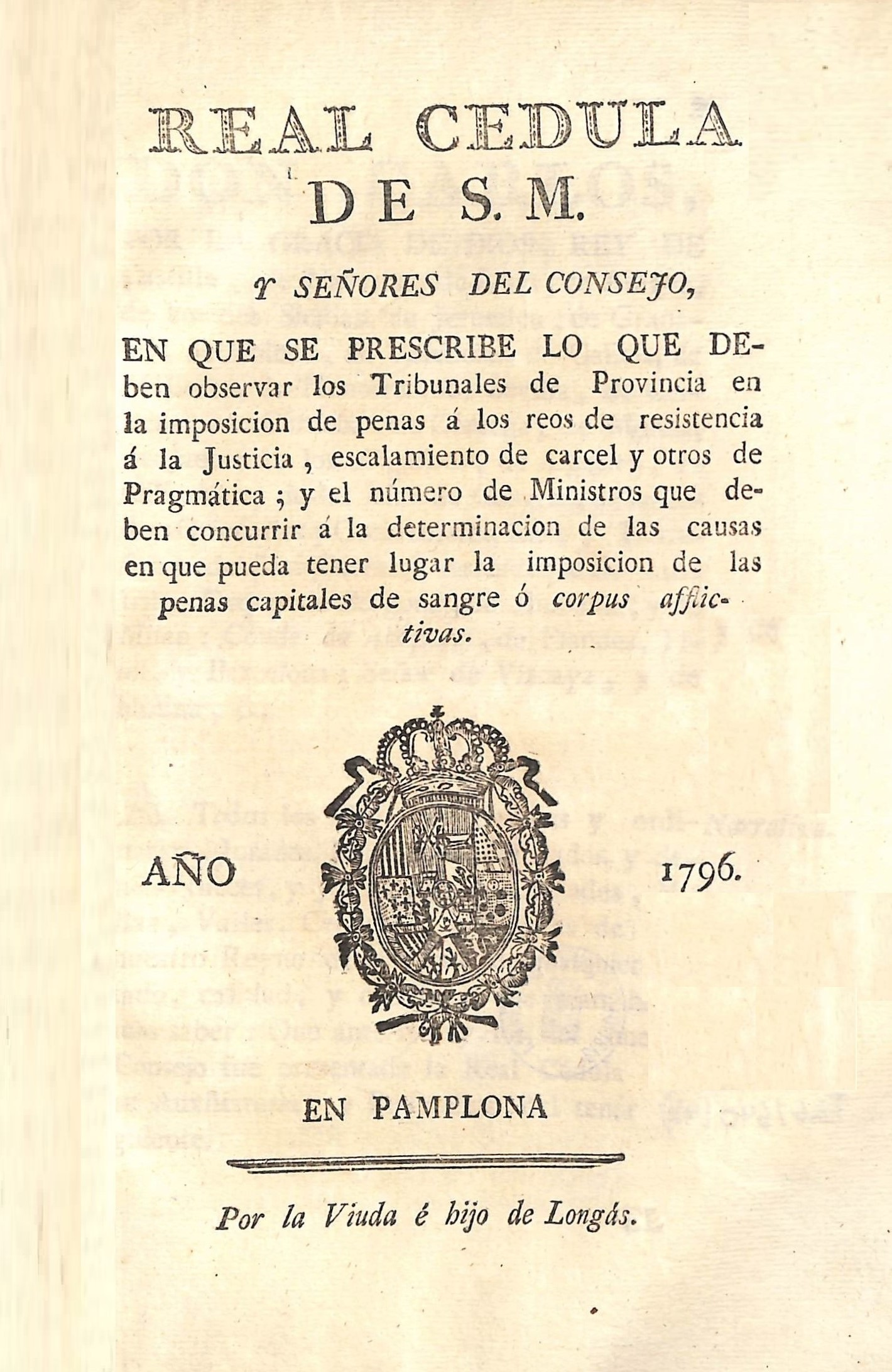
Real cédula de 1796 relativa a delitos relacionados con el Derecho Penal

## Librería
La botiga está destinada a la venta de material de escritorio, impresos menores y libros. Se trata de un trabajo más cómodo que el del taller de imprenta. En este caso, lo atiende Francisca, la dueña, y una hija que fallecería en 1803, un año antes que la madre, a la edad de 33 años. Ocasionalmente también trabajan Paulino y un empleado, que en 1800 era Francisco Múgica, "de ejercicio librero" -encuadernador-, quien ya había trabajado para  José Longás.
Mantiene constantes relaciones comerciales con los impresores y libreros de Vitoria Fermín Larumbe, nacido en Pamplona, Baltasar Manteli y Pedro del Barrio. Estos se intercambian libros y folletos propios y ajenos, periódicamente liquidan las respectivas cuentas y proceden a la devolución de las obras no vendidas. Los gastos de transporte los abona el que realiza el envío y las modificaciones de precios se han de comunicar con la debida antelación. La correspondencia comercial es fluida y en ella los libreros alaveses notifican el suministro a Francisca Ardanaz preferentemente de "doctrinas", que se venden por docenas, y de "guías" de forasteros y de comerciantes. Por su parte, ella les proporciona libros como el Prontuario de la Teología Moral de Francisco de Larraga del que había hecho una edición en 1800, que ofrece encuadernado en pergamino y en "papel" -rústica-, así como de  “tablas del tiempo, que son para saber lo que atrasa o adelanta el sol todos los días”. 

### Liquidación de la sociedad con Espinal (1798)
En 1785 José Longás y Francisco Espinal formaron una sociedad para la edición en cuatro tomos del Catecismo de François-Aimé Pouget. En cualquier caso, la liquidación de las ventas suscitó discrepancias entre los socios que desembocaron en los tribunales, los cuales en 1802, después de cuatro sentencias en diversas instancias, resolvieron que la viuda de José Longás debía entregar a Espinal 6476 reales y no los 22 442 que este le reclamaba.

### Ventas fraudulentas

#### Naipes (1795)
La vida profesional de José Longás, que transcurrió a lo largo de veinte años, no ofrece noticias sobre prácticas fraudulentas; por el contrario, en el mismo año de su muerte se registra una contra su viuda: el 30 de junio de 1795, a raíz de una denuncia del Hospital General sobre la venta ilegal de naipes, el Consejo Real ordena el registro de la librería y vivienda de Francisca Ardanaz. Hay que precisar que su venta estaba asignada al Hospital, en régimen de monopolio junto con otras impresiones, con el fin de generar ingresos para su mantenimiento. En el registro se encontraron naipes fraudulentos y, en consecuencia, Francisca Ardanaz fue multada con la importante suma de 2200 reales.

#### "Doctrinas" (1800)
En 1800 el Hospital General de Pamplona, que también tiene el monopolio de la venta de las "doctrinas" -catecismos- y otros impresos escolares de gran difusión, denuncia la venta de catecismos en algunas librerías de la ciudad. Se lleva a cabo una investigación por parte del Consejo Real, al que corresponde resolver la denuncia, y concluye que el taller de la viuda e hijo de Longás ha llevado a cabo la impresión fraudulenta del catecismo del catedrático de la universidad de Salamanca Gabriel Menéndez de Luarca, para lo cual se ha puesto el falso pie de la imprenta vallisoletana de la viuda e hijos de Santander y la fecha de 1788. La utilización en esta edición de papel de la fábrica de Aoiz demostró que se había realizado en Pamplona.

## Galería de imágenes

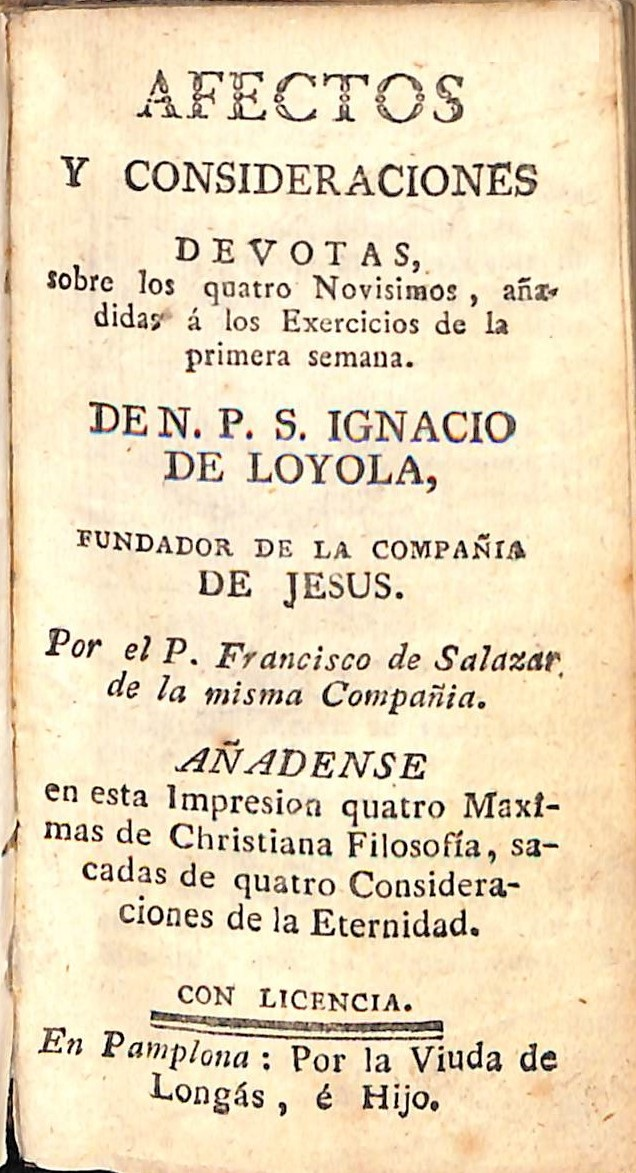
Publicación piadosa de gran venta del jesuita Francisco de Salazar (Sin año)
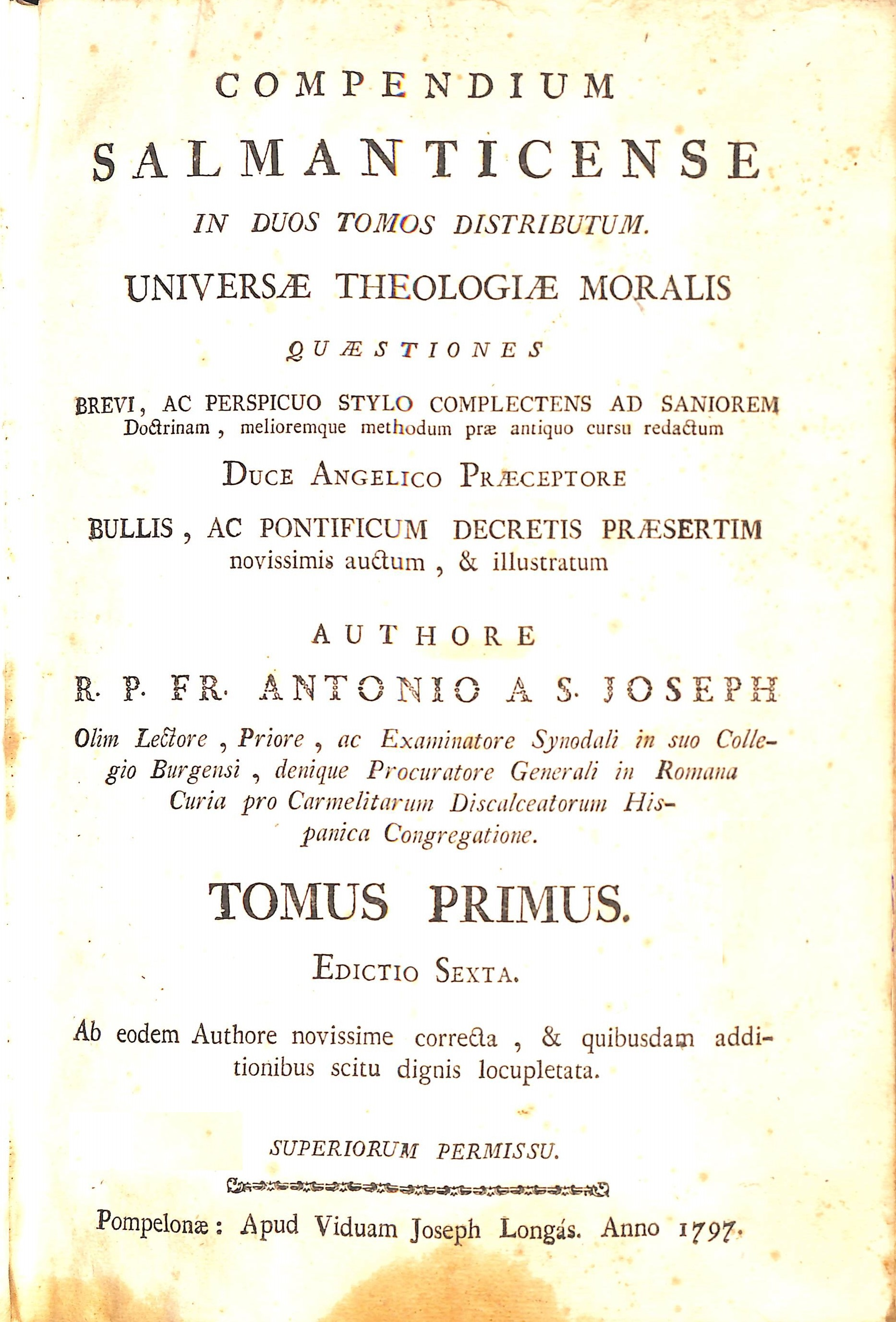
Tratado de teología moral impreso en dos tomos en folio que suman 1327 páginas (1797)
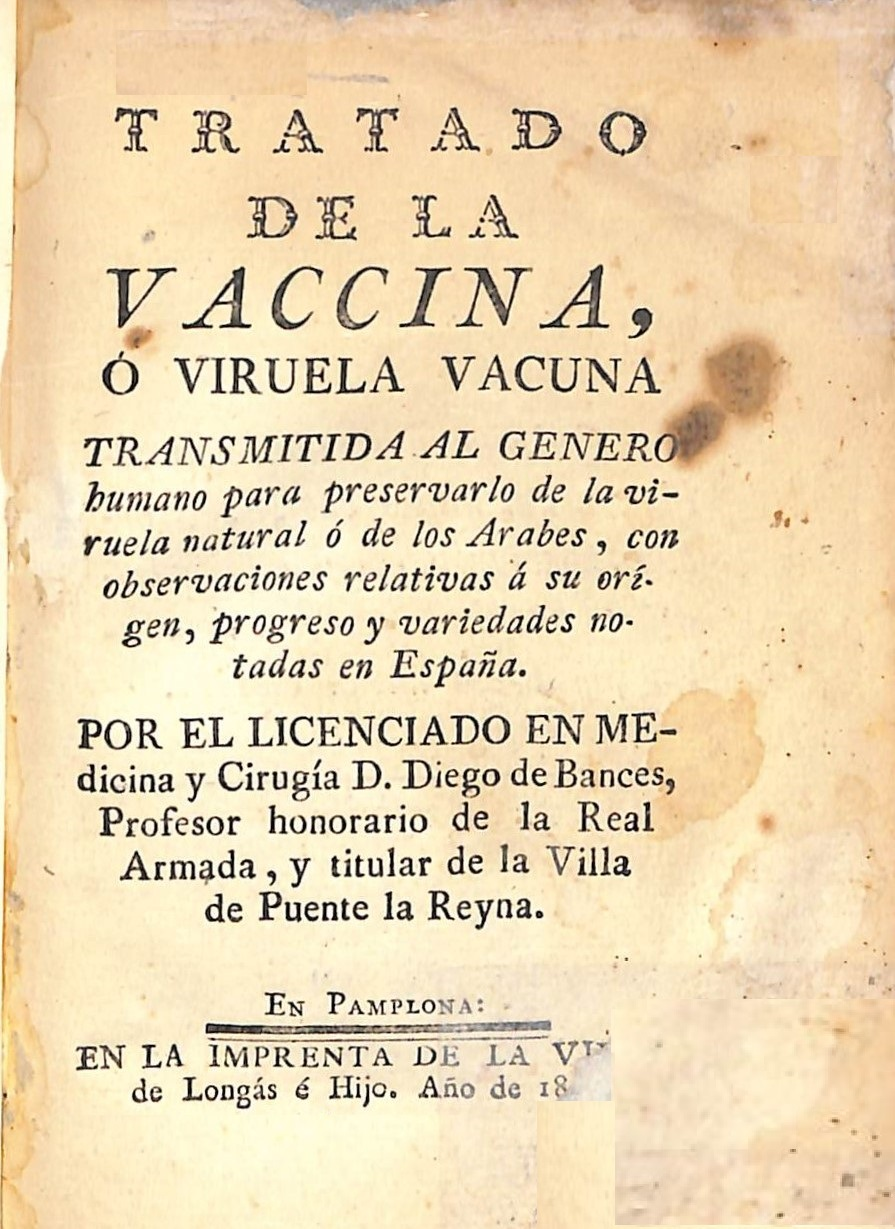
Tratado de la vaccina o viruela vacuna de Diego de Bances, "titular de Puente la Reina" (1802)
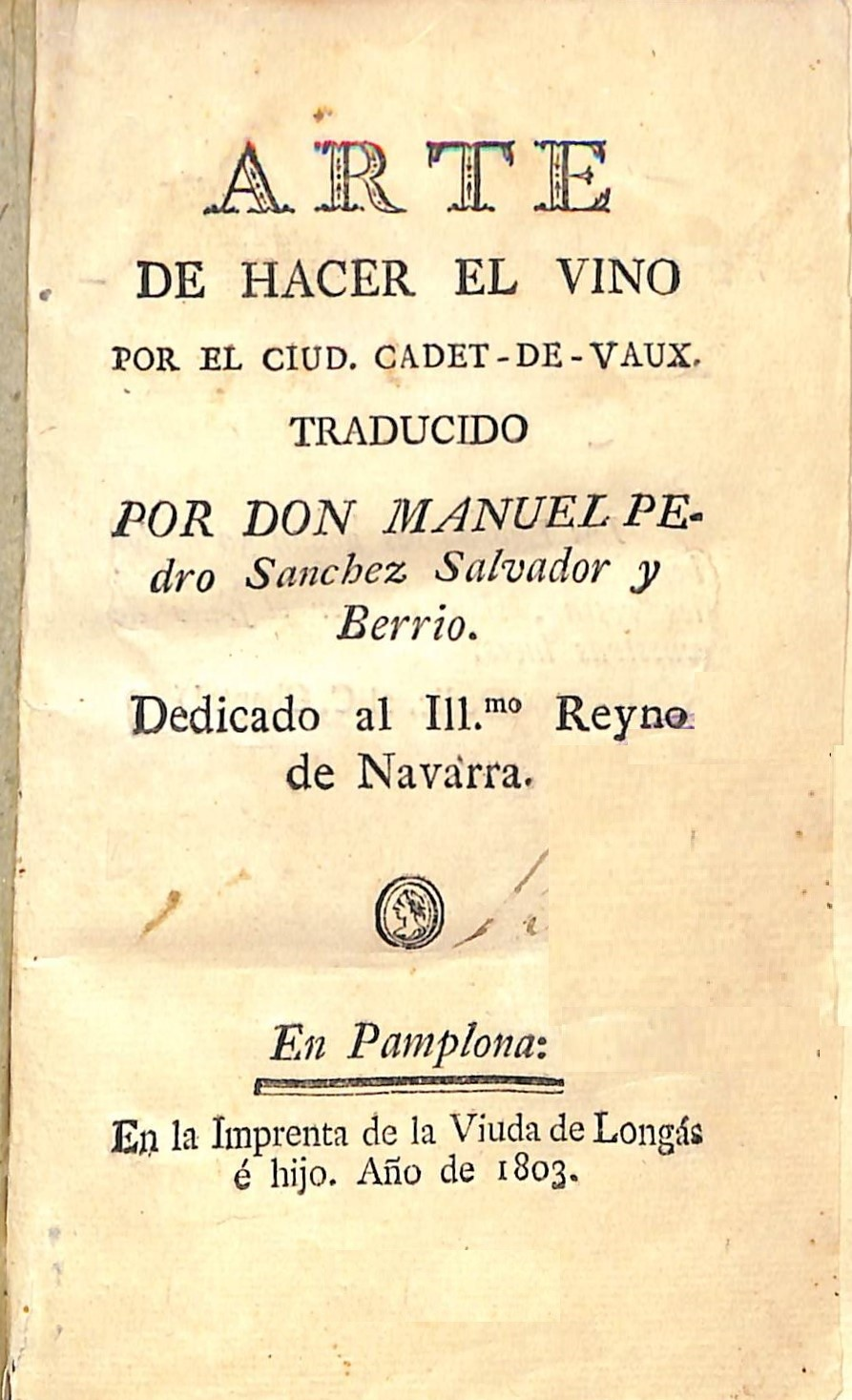
Traducción del francés del Arte de hacer el vino (1803)
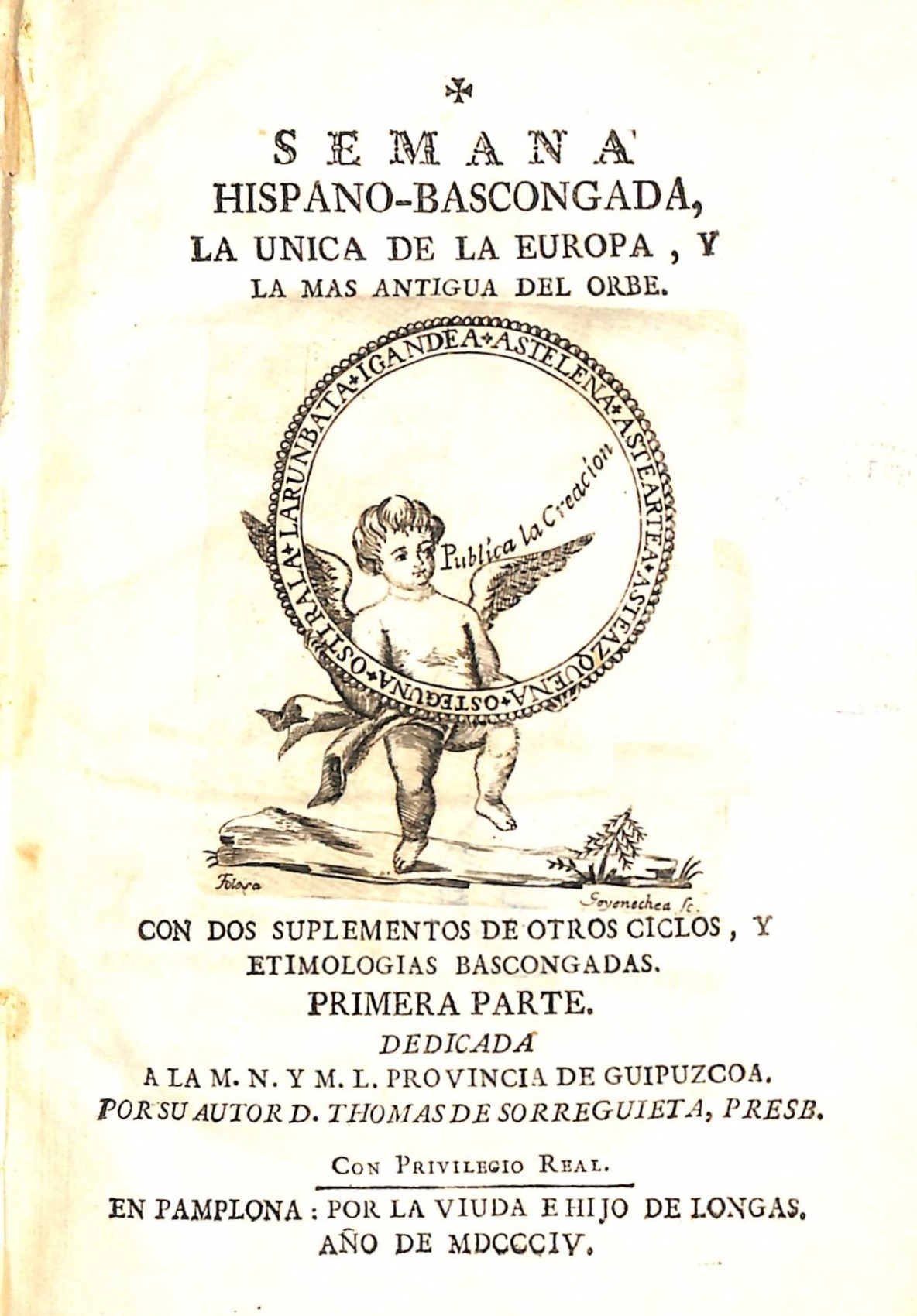
Semana Hispano-Bascongada del sacerdote Tomás de Sorreguieta (1804)
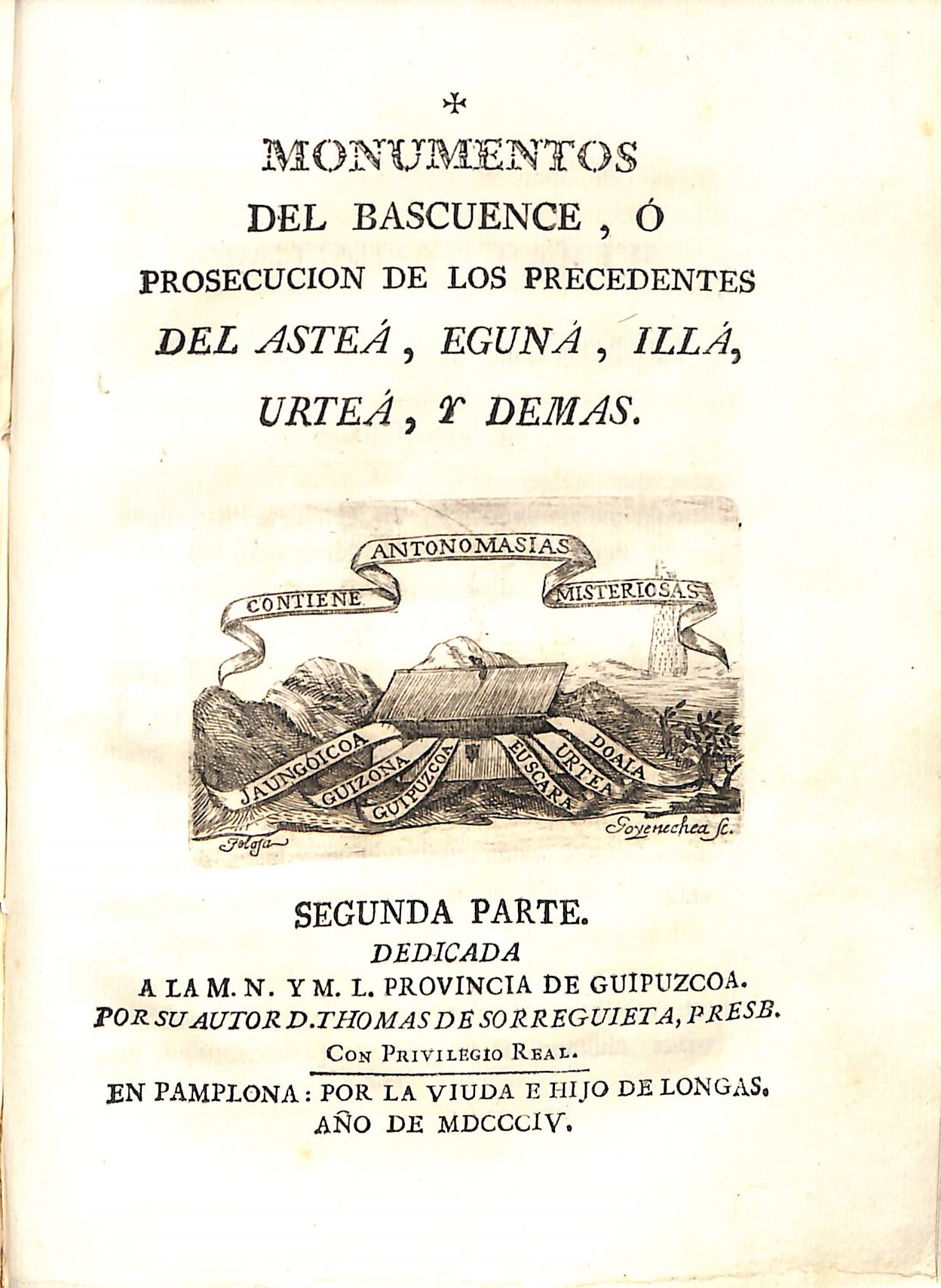
Monumentos del Bascuence, Tomás de Sorreguieta (1804)
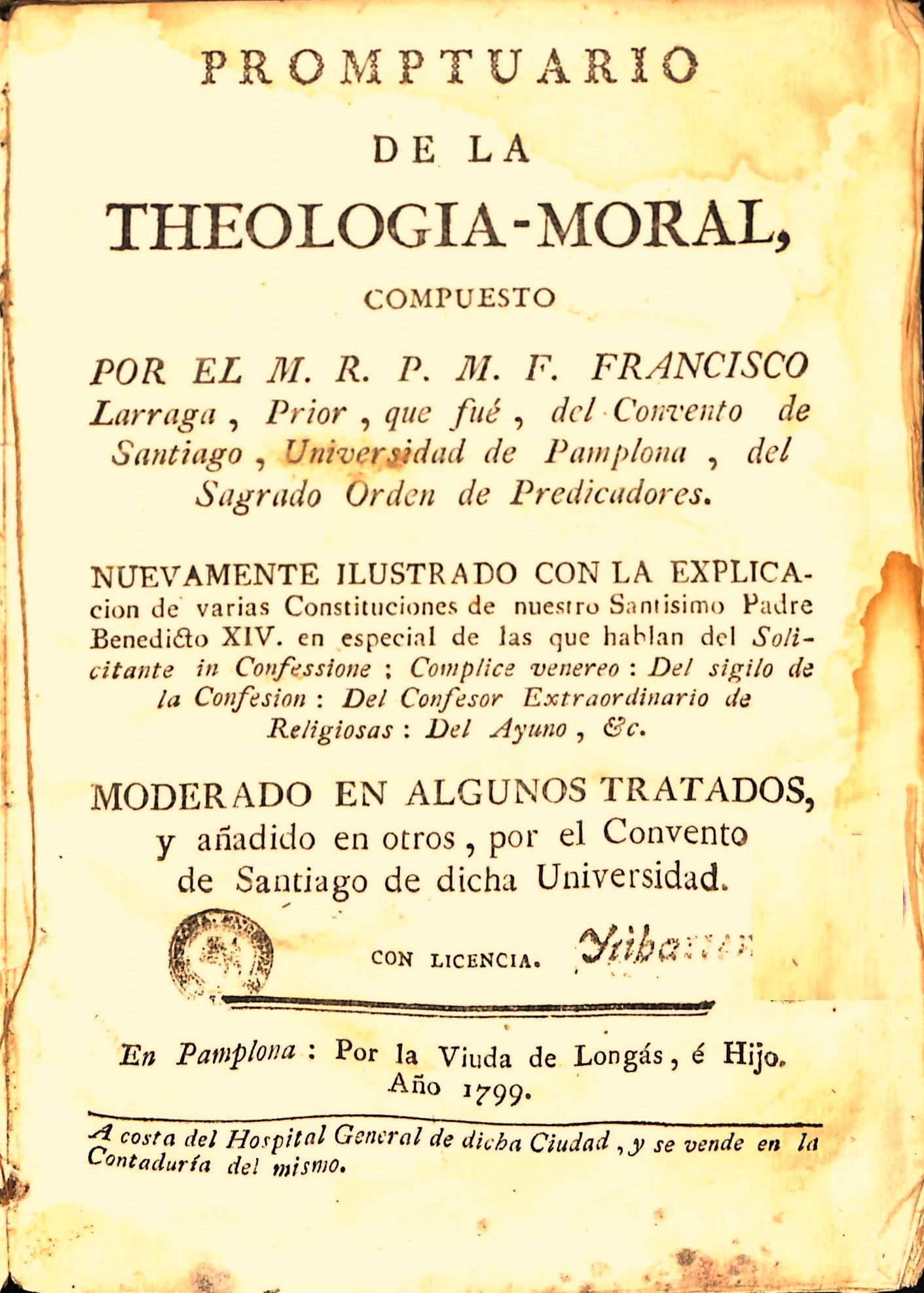
Edición del conocido tratado de teología moral de Francisco Larraga, editado y comercializado en exclusiva por el Hospital General de Pamplona